# 福島県道20号いわき上三坂小野線
福島県道20号いわき上三坂小野線（ふくしまけんどう20ごう いわきかみみさかおのせん）は、福島県いわき市から田村郡小野町に至る県道（主要地方道）である。

## 概要
いわき市平から同市植田町にかけては旧国道6号だった区間で「旧ロッコク」と呼ばれる。植田町から先の山間部では入遠野川に沿う。

### 路線データ
- 起点：いわき市平字十五町目 国道399号交点
- 終点：田村郡小野町小野新町
- 総延長：76.608 km[1]
- 重用延長：14.505 km[1]
- 未供用延長：なし[1]
- 実延長：62.103 km[1]
- 自動車交通不能区間延長：なし[1]
- 認定年月日：1972年（昭和47年）6月9日[2]

## 歴史
- 1964年（昭和39年）12月28日 - 建設省告示第3620号が公布され、福島県道勿来小野線が主要地方道勿来小野線として指定される。
- 1971年（昭和46年）6月26日 - 建設省告示第1069号が公布され、福島県道勿来小野線が主要地方道いわき上三坂小野線として指定される。
- 1972年（昭和47年）6月9日 - 福島県によって県道路線に認定される[3]。
- 1974年（昭和49年）11月12日 - 政令第354号が公布され、一部区間が国道349号に指定され重用区間となる。
- 1993年（平成5年）5月11日 - 建設省から、県道いわき上三坂小野線がいわき上三坂小野線として主要地方道に指定される[4]。
- 2018年（平成30年）4月1日 - 国道6号常磐バイパスと並行する国道6号現道区間が国土交通省から福島県管理へ移管されるのに伴い、常磐下船尾交差点から北の区間、十五町目交差点までが当路線に降格した[5]。ただし当該区間が当路線に指定されたのは2日前の3月30日である[6]。

## 路線状況

### 重複区間
- 福島県道66号小名浜小野線（いわき市、一の坪交差点 - 下船尾交差点）
- 福島県道56号常磐勿来線（いわき市植田町中央 - いわき市植田町本町）
- 福島県道14号いわき石川線（いわき市遠野町根岸 地内）
- 福島県道135号三株下市萱小川線（いわき市三和町下市萱）
- 国道349号（いわき市三和町上三坂 - 田村郡小野町小野新町、終点）
- 福島県道286号鴇子夏井停車場線（田村郡小野町塩庭 - 田村郡小野町南田原井梨子木平）

### 道路施設

#### 橋梁
尼子橋（いわき市 新川）
辰ノ口橋
- 全長：33.0m
- 幅員：11.8m
- 竣工：2005年

いわき市常磐湯本町字辰ノ口、字上川にて二級水系藤原川水系湯本川を渡る。
下船尾橋
- 全長：74m
- 幅員：15m
- 竣工：1994年[7]

いわき市常磐下船尾町字古内から常磐西郷町字銭田に跨り、二級水系藤原川を渡る。橋上は上下対向2車線で供用されており、上下線両側に歩道が設置されている。
岩崎橋
- 全長：19.7m
- 幅員：7m
- 竣工：1956年3月[8]

磐崎橋側道橋（上り側）
- 全長：20m
- 幅員：2m
- 竣工：1977年

岩崎側道橋(下り側）
- 全長：22.3m
- 幅員：3.0m
- 形式：PC単純プレテン中空床版桁橋
- 竣工：2004年
- 総工費：6500万円

いわき市常磐西郷町字銭田・小名浜島字八ツ替から常磐岩ケ岡町字沢目に跨り、二級水系藤原川水系岩崎川を渡る。橋上は上下対向2車線で供用されており、当初は歩道が設置されていなかったが、歩行者、自転車安全性向上のため1977年に下り側、2004年に上り側に側道橋が建設された。
泉橋
- 全長：54.2m
- 幅員：12.8m
- 竣工：1988年

いわき市泉町6丁目、泉町滝尻字六百町から泉町下川字神山前に至り、二級水系藤原川水系釜戸川を渡る。
志富川橋
- 全長：34.9m
- 幅員：8.1m
- 竣工：1949年

志富川橋側道橋
- 全長：38.7m
- 幅員：1.8m
- 竣工：1972年

いわき市東田町2丁目、佐糠町字八反田から植田町中央2丁目、植田町本町3丁目に至り、二級水系鮫川水系渋川を渡る。
関場橋
- 全長：23.1m
- 幅員：8.0m
- 竣工：1965年

いわき市山田町字下関場から字下田中に至り、二級水系鮫川水系山田川を渡る。

#### トンネル
泉トンネル（いわき市）
- 全長：234.0m
- 幅員：6.5m（11.75）m
- 工法：NATM工法（ロングベンチカット工法、機械掘削方式）
- 竣工：2007年
- 施工：福浜大一・三崎特定建設工事共同企業体[12]

泉町本谷から泉町滝尻に至る。1955年3月に当時の国道6号泉隧道として竣工したが、老朽化や増加する交通量に対し歩道が未整備で歩行者の安全性に問題があったため、交通安全施設等整備事業として2004年度より断面積の大きな新しいトンネルへの改修が事業化された。2005年3月25日に起工、2006年10月2日に貫通し2007年10月2日に供用開始された。この工事では日本で初めて、対面通行を維持したまま断面拡大を行う工法が使用され、その実績により平成19年度全建賞を受賞した。
遠野トンネル（いわき市）
- 全長：1030.0m
- 幅員：6.0（8.5）m
- 工法：NATM工法（上部半断面先進ベンチカット工法）
- 竣工：1997年3月
- 施工：山本・堀江・鈴木特定建設工事共同企業体[15]

市内遠野町入遠野を起終点とするトンネル。1990年度より当トンネルを含む全長2,510mの遠野工区が緊急地方道整備事業として事業化された。1990年11月に着工され、1995年3月22日に貫通、1997年7月28日に開通した。トンネルの総工費は23億4900万円。当トンネルの開通以前は入定林道によって代替が可能であった。2008年（平成20年）から一年間、福島県道49号原町浪江線の原浪トンネルとともに、福島県が管理するトンネルの中で交通量がそれほど多くなく、比較的長いトンネルであると言うことから、照明灯を半減させ道路維持費用を削減する実験が行われた。

### 異常気象時通行規制区間
- いわき市植田町林内 - 同市同町本町1丁目（延長0.3km）：冠水の危険のため時間雨量30mmにて通行止め[19]。

## 地理

### 通過する自治体
- 福島県
  - いわき市
  - 石川郡古殿町
  - 田村郡小野町

### 交差する道路
- いわき市内
  - 国道399号（起点・十五町目交差点）

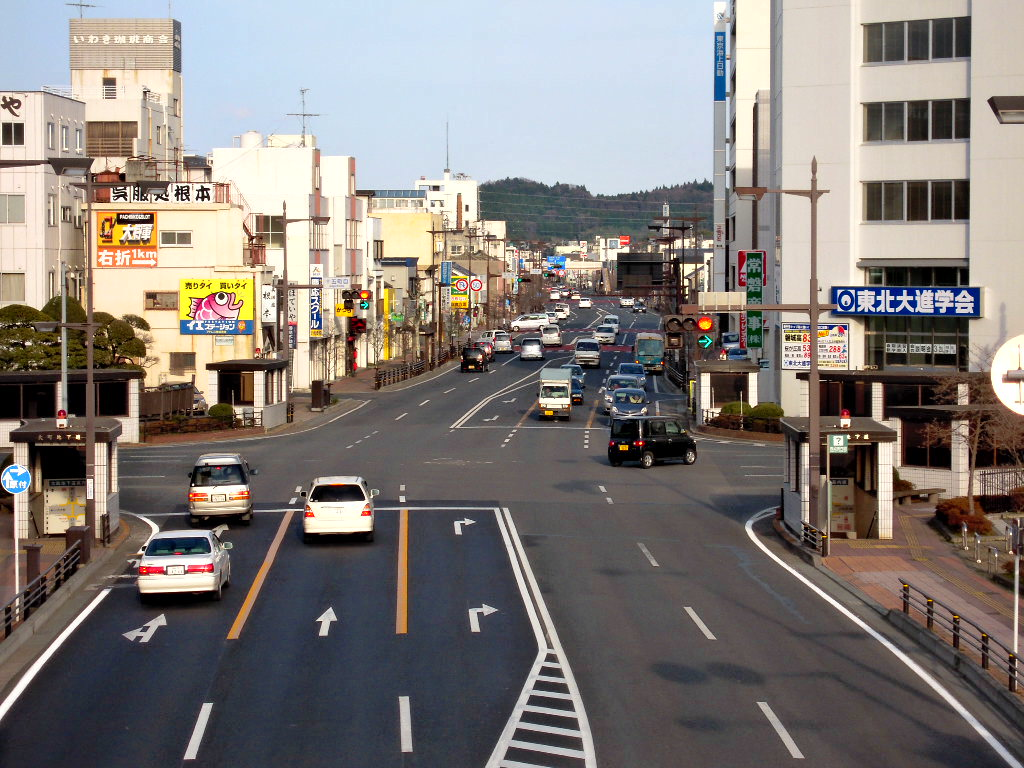
いわき市平・十五町目交差点（起点・写真は国道6号時代のもの）

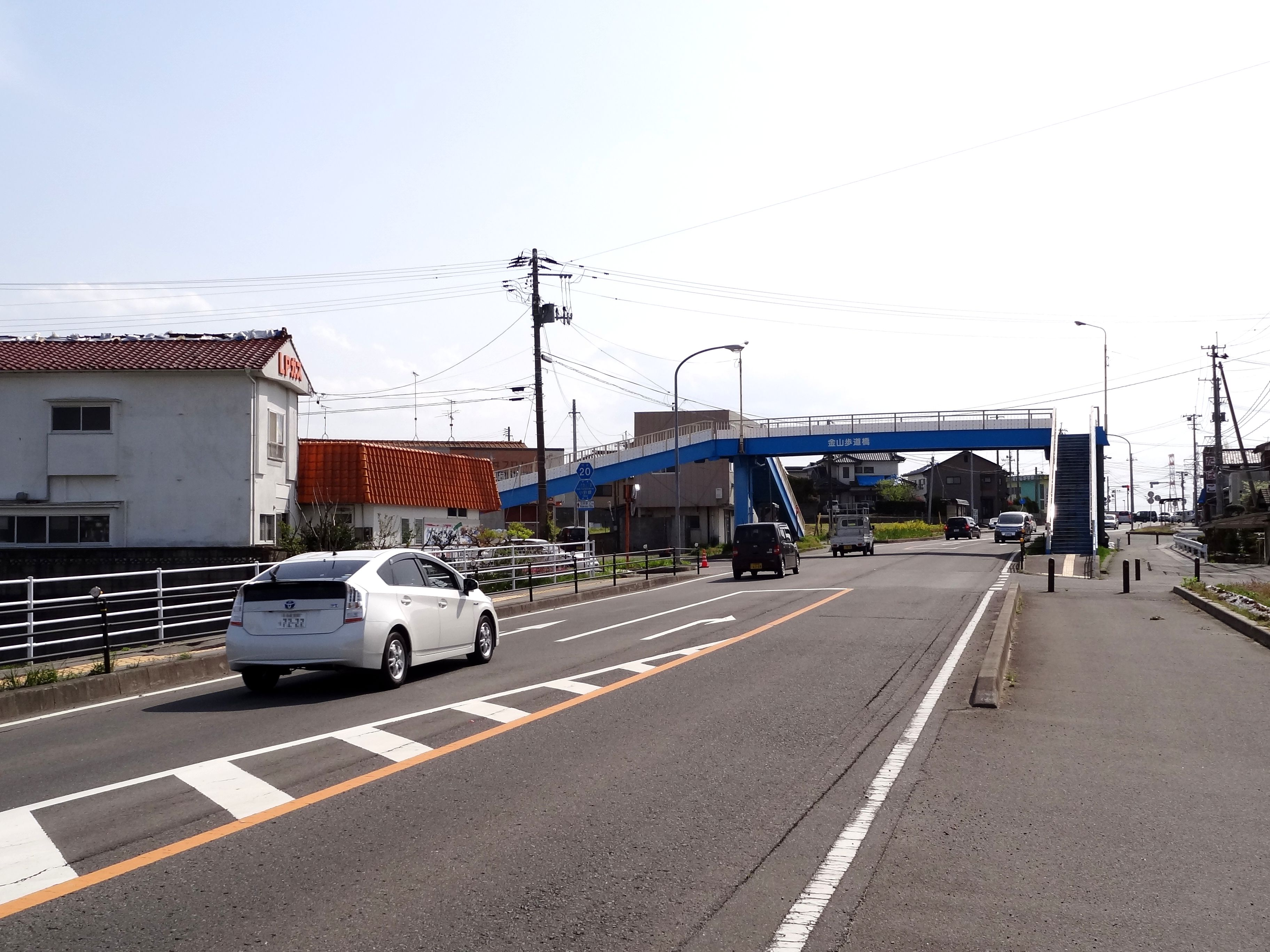
いわき市金山町付近

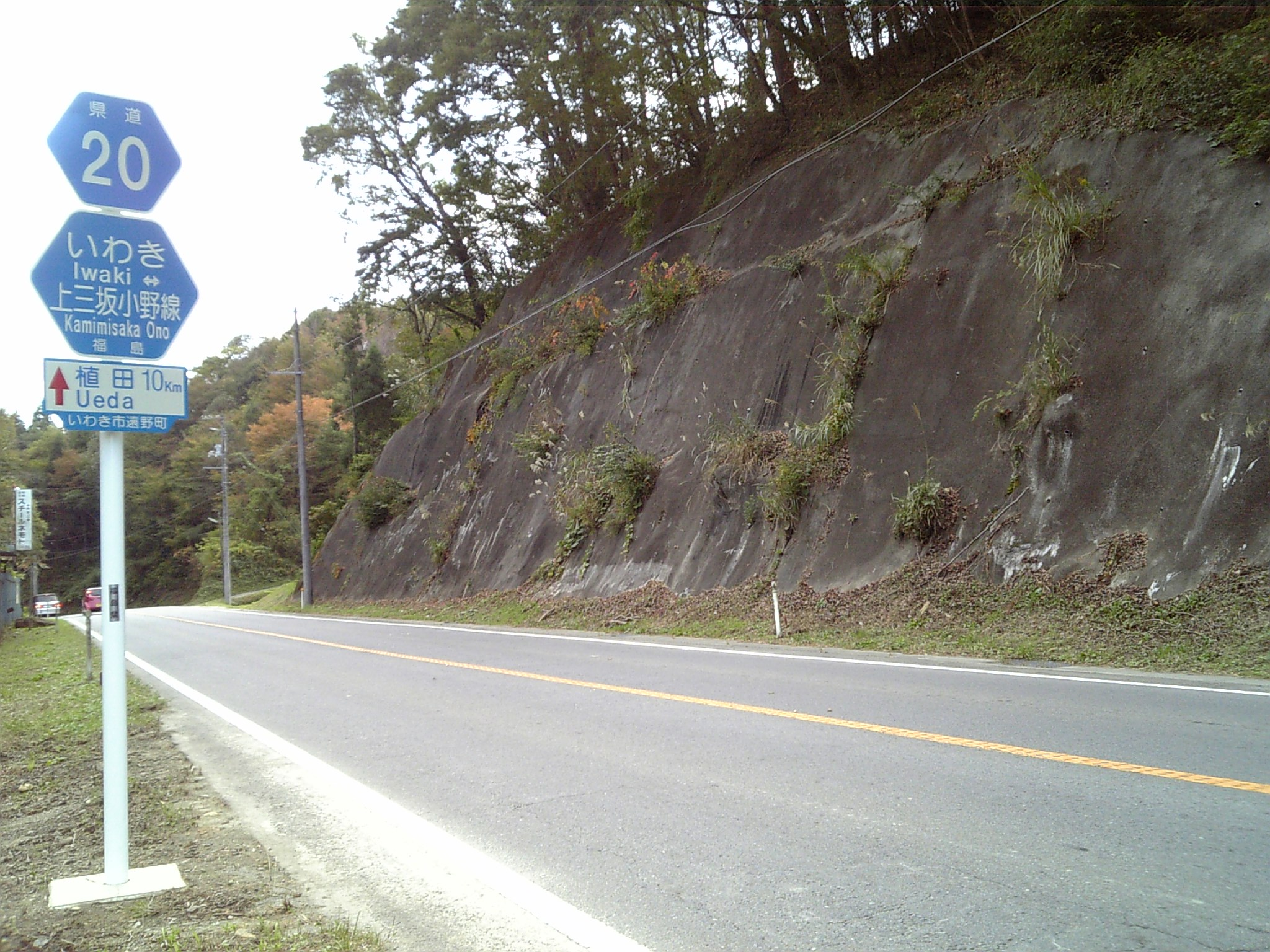
いわき市遠野町付近（2007年11月）

  - いわき市道内郷平線(いわき市内郷綴町堀坂)
  - 福島県道66号小名浜小野線（一の坪交差点 - 下船尾交差点間重複）
  - 福島県道14号いわき石川線（いわき市常磐湯本町）
  - 福島県道48号江名常磐線（いわき市常磐関船町大平、常磐交番前交差点）
  - 福島県道14号いわき石川線 いわき石川バイパス（下船尾交差点）
  - 福島県道15号小名浜四倉線・福島県道240号釜戸小名浜線（いわき市泉町滝尻南坪）
  - 福島県道239号泉岩間植田線（いわき市泉町滝尻泉町）
  - 福島県道10号日立いわき線（いわき市佐糠町東）
  - 福島県道56号常磐勿来線（いわき市植田町中央）
  - 福島県道56号常磐勿来線（いわき市植田町本町）
  - 福島県道10号日立いわき線（いわき市中岡町）
  - 福島県道105号旅人勿来線（いわき市仁井田町辰ノ口）
  - 福島県道14号いわき石川線（いわき市遠野町根岸塚ノ内）
  - 福島県道14号いわき石川線（いわき市遠野町根岸）
  - 福島県道135号三株下市萱小川線（いわき市三和町下市萱）
  - 福島県道135号三株下市萱小川線（いわき市三和町下市萱）
  - 国道349号（いわき市三和町上三坂）
  - 国道49号（いわき市三和町上三坂）
  - 福島県道358号川前停車場上三坂線（いわき市三和町中三坂）
- 小野町内
  - 福島県道286号鴇子夏井停車場線（田村郡小野町塩庭）
  - 福島県道286号鴇子夏井停車場線（田村郡小野町南田原井梨子木平）
  - 国道349号上・福島県道13号小野田母神線・福島県道19号船引大越小野線（終点）

### 沿線にある施設など
- いわき市労働福祉会館
- 平中央自動車学校
- いわき中央警察署
- いわき市医療センター（旧・磐城総合共立病院）
- 福島労災病院
- 内郷郵便局
- JR東日本常磐線・内郷駅
- 内郷図書館
- いわき市役所 内郷支所
- 国土交通省東北運輸局福島運輸支局いわき自動車検査登録事務所
- いわき市石炭・化石館
- JR東日本常磐線・湯本駅
- いわき市消防本部常磐消防署
- いわき中央警察署 常磐分庁舎
- フレスポいわき泉町
- 金山公園